# Metagonia mariguitarensis
Metagonia mariguitarensis is een spinnensoort uit de familie trilspinnen (Pholcidae). De soort komt voor in Venezuela, Brazilië en Peru.